# Doldersum
Doldersum (Drents: Dooldersum) is een esdorp in de gemeente Westerveld, in de Nederlandse provincie Drenthe. Het dorp telt circa 120 inwoners.
Het is gelegen ten noordwesten van Dwingeloo en ten noordoosten van Vledder. Tot 1998 behoorde het tot de gemeente Vledder. In 1297 werd de plaats vermeld als Dolre, in 1420 Doldersem en in 1438 als Dolderzum.
Niet ver van Doldersum liggen twee grafheuvels uit de late Steen- of IJzertijd die in de volksmond de 'majoor' en de 'generaal' genoemd worden.  Rondom de brink staat een tiental boerderijen, een café-restaurant met een camping en een hotel. Voor de overige voorzieningen als winkels, dorpshuis, onderwijs en postkantoor zijn de Doldersummers aangewezen op Vledder.
Het dorp grenst aan het Nationaal Park Drents-Friese Wold. De Vledder Aa, de beek bij Doldersum en het Doldersummerveld, een heideterrein in beheer bij de stichting Het Drentse Landschap, maken deel uit van dat park. De bovenloop van de Vledder Aa is in de jaren 2002 en 2003 opnieuw ingericht. De in het begin van de jaren zestig gekanaliseerde beek heeft zijn oude loop weer teruggekregen. De rijke bovengrond is afgeplagd. Nu moet de natuur in het terrein tussen Doldersum en Wateren zich weer ontwikkelen.

Panorama van het Dondersummerveld vanaf de uitkijktoren